# Roncus belluatii
Roncus belluatii är en spindeldjursart som beskrevs av Giulio Gardini 1992. Roncus belluatii ingår i släktet Roncus och familjen helplåtklokrypare. Inga underarter finns listade i Catalogue of Life.